# گوران دشت
گوران دشت، روستایی از توابع بخش مرکزی شهرستان بافت در استان کرمان ایران است. روستای دیگری بنام گوران‌دشت در قزوین وجود دارد.

## جمعیت
این روستا در دهستان بزنجان قرار دارد و براساس سرشماری مرکز آمار ایران در سال ۱۳۸۵، جمعیت آن زیر سه خانوار بوده‌است.